# Namkoong Min
Namkoong Min (hangul: 남궁민; rr: Namgung Min; nascido em Seul, 12 de março de 1978) é um ator, diretor e roteirista sul-coreano. Ele conquistou reconhecimento em 2006, através do filme neo-noir A Dirty Carnival e desde então, possui atuações notáveis também na televisão como em Remember (2015–2016), Beautiful Gong Shim (2016), Good Manager (2017), Hot Stove League (2019–2020) e My Dearest (2023).
Ao longo de sua carreira, Namkoong foi indicado a diversos prêmios, recebendo entre eles o Grande Prêmio (Daesang) no SBS Drama Awards de 2020 por Hot Stove League (2019–2020), o Grande Prêmio no MBC Drama Awards por The Veil (2021) e por sua atuação em My Dearest (2023), Namkoong recebeu o prêmio de Melhor Ator – Televisão no Baeksang Arts Awards de 2024.

## Filmografia

### Cinema
| Ano  | Título                                                                | Papel         | Notas                                             | Ref.  |
| ---- | --------------------------------------------------------------------- | ------------- | ------------------------------------------------- | ----- |
| 2001 | Bungee Jumping of Their Own                                           | Kim Sung-chul |                                                   |       |
| 2002 | Bad Guy                                                               | Hyun-soo      |                                                   |       |
| 2006 | A Dirty Carnival                                                      | Min-ho        |                                                   |       |
| 2007 | Beautiful Sunday                                                      | Min-woo       |                                                   | [ 3 ] |
| 2015 | Hot Service: A Cruel Hairdresser (화끈한 써비스: 어느 잔인한 미용사의 | —             | creditado como equipe de produção                 |       |
| 2015 | Light My Fire (라이트 마이 파이어)                                    | —             | curta-metragem; creditado como diretor/roteirista | [ 4 ] |
| 2016 | Moonlit Motive (夜色撩人)                                             | Chowbei       | filme chinês                                      | [ 5 ] |
| 2017 | Part-Time Spy                                                         | Min-seok      |                                                   | [ 6 ] |

### Televisão
| Ano       | Título                                            | Papel                       | Notas                                   | Ref.          |
| --------- | ------------------------------------------------- | --------------------------- | --------------------------------------- | ------------- |
| 2002      | Dae Bak Family                                    | Namkoong Min                |                                         |               |
| 2003      | Rose Fence                                        | Han Dong-hyun               |                                         |               |
| 2003      | Drama City – "To William"                         | Yoon Joon-ho                |                                         |               |
| 2003      | Wedding Story – My Love My Oppa                   | Sung-soo                    |                                         | [ 7 ]         |
| 2003      | Pearl Necklace                                    | Hwang Joon-ho               |                                         |               |
| 2003      | HDTV Literature – "Mould Flower"                  | Ki-hoon                     |                                         | [ 8 ]         |
| 2004      | Drama City – "After Love"                         | Eun-jae                     |                                         |               |
| 2004      | My Lovely Family                                  | Ahn Jin-gook                |                                         | [ 9 ]         |
| 2005      | My Rosy Life                                      | Dr. Ji Bak-sa               |                                         | [ 10 ]        |
| 2006      | One Fine Day                                      | Kang Dong-ha                |                                         | [ 11 ]        |
| 2009      | Iris                                              |                             | aparição                                |               |
| 2010      | Becoming a Billionaire                            | Chu Woon-seok               |                                         | [ 12 ] [ 13 ] |
| 2011      | Listen to My Heart                                | Jang Joon-ha / Bong Ma-roo  |                                         |               |
| 2012      | KBS Drama Special – "Still Picture"               | Kim Hyun-soo                |                                         | [ 14 ]        |
| 2012      | Cheongdam-dong Alice                              | So In-chan                  | participação especial (Episódios 1–3)   | [ 15 ]        |
| 2013      | Hur Jun, The Original Story                       | Yoo Do-ji                   |                                         | [ 16 ]        |
| 2013      | Unemployed Romance                                | Kim Jong-dae                |                                         | [ 17 ]        |
| 2014      | I Need Romance 3                                  | Kang Tae-yoon               |                                         | [ 18 ]        |
| 2014      | 12 Years Promise                                  | Yoo Joon-soo                |                                         | [ 19 ]        |
| 2014      | My Secret Hotel                                   | Jo Sung-gyeom               |                                         | [ 20 ]        |
| 2015      | A Girl Who Sees Smells                            | Kwon Jae-hee                |                                         |               |
| 2015–2016 | Remember                                          | Nam Gyu-man                 |                                         |               |
| 2016      | Beautiful Gong Shim                               | Ahn Dan-tae / Seok Joon-pyo |                                         |               |
| 2016      | The Doctors                                       | Nam Ba-ram                  | participação especial (Episódios 13–15) | [ 21 ]        |
| 2017      | Good Manager                                      | Kim Sung-ryong              |                                         |               |
| 2017      | Man to Man                                        |                             | aparição                                | [ 22 ]        |
| 2017      | Distorted                                         | Han Moo-young               |                                         |               |
| 2017      | KBS Drama Special – "You Are Closer Than I Think" |                             | aparição                                | [ 23 ]        |
| 2018      | The Undateables                                   | Hoon Nam                    |                                         |               |
| 2019      | Doctor Prisoner                                   | Na Yi-jae                   |                                         |               |
| 2019–2020 | Hot Stove League                                  | Baek Seung-soo              |                                         |               |
| 2020–2021 | Awaken                                            | Do Jung-woo                 |                                         | [ 24 ]        |
| 2021      | The Veil                                          | Han Ji-hyuk                 |                                         | [ 25 ]        |
| 2022      | One Dollar Lawyer                                 | Chun Ji-hoon                |                                         | [ 26 ]        |
| 2023      | Taxi Driver 2                                     | Chun Ji-hoon                | aparição (episódio 9)                   | [ 27 ]        |
| 2023      | My Dearest                                        | Lee Jang-hyun               |                                         | [ 28 ]        |
| 2025      | Our Movie                                         | Lee Je-ha                   |                                         | [ 29 ]        |

### Programas de televisão e Apresentação de eventos
| Ano       | Título                      | Papel                 | Notas                         | Ref.   |
| --------- | --------------------------- | --------------------- | ----------------------------- | ------ |
| 2004–2005 | Music Bank                  | Apresentador          | com So Yi-hyun                | [ 30 ] |
| 2014      | We Got Married: temporada 4 | Membro do elenco      | com Hong Jin-young            | [ 31 ] |
| 2016      | Saturday Night Live Korea   | Apresentador          | Episódio 142                  |        |
| 2016–2017 | Singing Battle              | Apresentador          | (Piloto, Episódios 1–21)      | [ 32 ] |
| 2017      | KBS Drama Awards            | Apresentador          | com Lee Yoo-ri, Park Soo-hong | [ 33 ] |
| 2020      | I-Land                      | Contador de histórias |                               | [ 34 ] |

### Aparições em vídeos musicais
| Ano  | Título                                       | Artista        |
| ---- | -------------------------------------------- | -------------- |
| 2002 | "백설공주를 사랑한 난장이"                   | Cool           |
| 2002 | "작년, 오늘"                                 | Cool           |
| 2006 | "The Thing That I Forget You" (너를 잊는 일) | Lee Jung Bong  |
| 2014 | "Cheer Up" (산다는 건)                       | Hong Jin-young |
| 2016 | "Sketch"                                     | Hyomin         |

## Recepção

### Prêmios e indicações
| Ano  | Premiação                  | Categoria                                                                   | Trabalho indicado                                | Resultado | Ref.          |
| ---- | -------------------------- | --------------------------------------------------------------------------- | ------------------------------------------------ | --------- | ------------- |
| 2016 | APAN Star Awards           | Prêmio de Excelência, Ator em Minissérie                                    | Remember: War of the Son                         | Venceu    | [ 38 ]        |
| 2021 | APAN Star Awards           | Excelência Superior de Ator em Minissérie                                   | Hot Stove League                                 | Indicado  | [ 39 ] [ 40 ] |
| 2021 | APAN Star Awards           | Prêmio Estrela Popular, Ator                                                | Hot Stove League                                 | Indicado  | [ 39 ] [ 40 ] |
| 2022 | APAN Star Awards           | Prêmio de Excelência Superior, Ator em Minissérie                           | The Veil                                         | Indicado  | [ 41 ]        |
| 2016 | Asia Artist Awards         | Prêmio de Melhor Celebridade, Ator                                          | Remember: War of the Son                         | Venceu    | [ 42 ]        |
| 2017 | Asia Artist Awards         | Prêmio de Melhor Artista, Ator                                              | Good Manager                                     | Venceu    | [ 43 ]        |
| 2016 | Baeksang Arts Awards       | Melhor Ator – Televisão                                                     | Remember: War of the Son                         | Indicado  |               |
| 2017 | Baeksang Arts Awards       | Melhor Ator – Televisão                                                     | Good Manager                                     | Indicado  |               |
| 2020 | Baeksang Arts Awards       | Melhor Ator – Televisão                                                     | Hot Stove League                                 | Indicado  | [ 44 ]        |
| 2024 | Baeksang Arts Awards       | Melhor Ator – Televisão                                                     | My Dearest                                       | Venceu    | [ 45 ] [ 46 ] |
| 2020 | Grimae Awards              | Melhor Ator                                                                 | Hot Stove League                                 | Venceu    | [ 47 ]        |
| 2023 | Grimae Awards              | Melhor Ator                                                                 | My Dearest                                       | Venceu    | [ 48 ]        |
| 2003 | KBS Drama Awards           | Melhor Ator em Drama de Um Ato/Especial                                     | To William                                       | Venceu    | [ 49 ]        |
| 2003 | KBS Drama Awards           | Melhor Ator Revelação                                                       | Pearl Necklace                                   | Indicado  | [ 49 ]        |
| 2005 | KBS Drama Awards           | Prêmio de Popularidade                                                      | My Rosy Life                                     | Venceu    | [ 50 ]        |
| 2012 | KBS Drama Awards           | Melhor Ator em Drama de Um Ato/Especial                                     | Still Picture                                    | Indicado  |               |
| 2017 | KBS Drama Awards           | Prêmio de Excelência Superior, Ator                                         | Good Manager                                     | Venceu    | [ 51 ]        |
| 2017 | KBS Drama Awards           | Prêmio de Excelência, Ator em Drama de Média Duração                        | Good Manager                                     | Indicado  | [ 51 ]        |
| 2017 | KBS Drama Awards           | Prêmio de Melhor Casal                                                      | Namkoong Min com Lee Jun-ho Good Manager         | Venceu    | [ 51 ]        |
| 2019 | KBS Drama Awards           | Prêmio de Excelência Superior, Ator                                         | Doctor Prisoner                                  | Indicado  | [ 52 ]        |
| 2019 | KBS Drama Awards           | Prêmio de Excelência, Ator em Minissérie                                    | Doctor Prisoner                                  | Indicado  | [ 52 ]        |
| 2016 | KBS Entertainment Awards   | Prêmio de Melhor Artista — Categoria Programa de Variedades                 | Singing Battle                                   | Venceu    | [ 53 ]        |
| 2022 | Kinolights Awards          | Ator do Ano (Doméstico)                                                     | One Dollar Lawyer                                | 3rd       | [ 54 ]        |
| 1999 | KMTV Music Star Contest    | Grande Prêmio VJ                                                            | NamKoong Min                                     | Venceu    | [ 55 ]        |
| 2017 | Korean Broadcasting Awards | Melhor Ator                                                                 | Good Manager                                     | Venceu    | [ 56 ]        |
| 2017 | Korea Drama Awards         | Prêmio de Excelência Superior, Ator                                         | Good Manager                                     | Indicado  |               |
| 2021 | Korea PD Awards            | Melhor Ator                                                                 | Hot Stove League                                 | Venceu    | [ 57 ]        |
| 2011 | MBC Drama Awards           | Prêmio de Excelência, Ator em Minissérie                                    | Listen to My Heart                               | Indicado  |               |
| 2013 | MBC Drama Awards           | Prêmio de Excelência, Ator em Drama em Série                                | Hur Jun, the Original Story                      | Indicado  |               |
| 2021 | MBC Drama Awards           | Grande Prêmio (Daesang)                                                     | The Veil                                         | Venceu    | [ 58 ]        |
| 2021 | MBC Drama Awards           | Prêmio de Excelência Superior, Ator em Minissérie                           | The Veil                                         | Indicado  |               |
| 2023 | MBC Drama Awards           | Grande Prêmio (Daesang)                                                     | My Dearest                                       | Venceu    | [ 59 ]        |
| 2023 | MBC Drama Awards           | Prêmio de Melhor Casal com Ahn Eun-jin                                      | My Dearest                                       | Venceu    | [ 60 ]        |
| 2014 | MBC Entertainment Awards   | Nova Estrela do Ano                                                         | We Got Married temp. 4                           | Venceu    | [ 61 ]        |
| 2015 | SBS Drama Awards           | Prêmio Especial, Ator em Minissérie                                         | A Girl Who Sees Smells                           | Venceu    | [ 62 ]        |
| 2016 | SBS Drama Awards           | Prêmio de Excelência Superior, Ator em Drama de Comédia Romântica           | Beautiful Gong Shim                              | Venceu    | [ 63 ]        |
| 2016 | SBS Drama Awards           | Top 10 Estrelas                                                             | Remember: War of the Son, Beautiful Gong Shim    | Venceu    | [ 63 ]        |
| 2016 | SBS Drama Awards           | Prêmio de Melhor Casal                                                      | Namkoong Min com Bang Min-ah Beautiful Gong Shim | Indicado  | [ 63 ]        |
| 2017 | SBS Drama Awards           | Prêmio de Excelência Superior, Ator em Drama de Segunda-Terça-feira         | Distorted                                        | Venceu    | [ 64 ]        |
| 2020 | SBS Drama Awards           | Grande Prêmio (Daesang)                                                     | Hot Stove League                                 | Venceu    | [ 65 ] [ 66 ] |
| 2020 | SBS Drama Awards           | Prêmio de Excelência Superior, Ator em Minissérie de Ação Dramática         | Hot Stove League                                 | Indicado  | [ 65 ] [ 66 ] |
| 2022 | SBS Drama Awards           | Grande Prêmio (Daesang)                                                     | One Dollar Lawyer                                | Indicado  | [ 67 ]        |
| 2022 | SBS Drama Awards           | Prêmio de Excelência Superior, Ator em Minissérie Romance/Comédia Dramática | One Dollar Lawyer                                | Indicado  | [ 68 ]        |
| 2022 | SBS Drama Awards           | Prêmio do Diretor                                                           | One Dollar Lawyer                                | Venceu    | [ 69 ]        |
| 2017 | The Seoul Awards           | Melhor Ator                                                                 | Good Manager                                     | Indicado  | [ 70 ]        |

### Honras de Estado
| País          | Organização                            | Ano  | Honra ou Prêmio                                           | Ref.   |
| ------------- | -------------------------------------- | ---- | --------------------------------------------------------- | ------ |
| Coreia do Sul | Korean Popular Culture and Arts Awards | 2017 | Reconhecimento do Ministro da Cultura, Esportes e Turismo | [ 73 ] |
| Coreia do Sul | Korean Popular Culture and Arts Awards | 2023 | Reconhecimento do Primeiro Ministro                       | [ 74 ] |

### Listas de reconhecimwento
| Ano  | Publicação   | Lista                                    | Posição | Ref.   |
| ---- | ------------ | ---------------------------------------- | ------- | ------ |
| 2023 | Gallup Korea | Ator de televisão do ano da Gallup Korea | 1º      | [ 75 ] |
| 2024 | Forbes       | Korea Power Celebrity 40                 | 28      | [ 76 ] |